# Beberbeķi
Beberbeķi er en af Rigas 47 bydele (lettisk: apkaime, sing.) beliggende i Pārdaugava. Beberbeķi har 387 indbyggere og dets areal udgør 120,40 hektar, hvilket giver en befolkningstæthed på 3 indbyggere per hektar.

## Eksterne kildehenvisninger
- Apkaimes – Rigas bydelsprojekt